# Klasa okręgowa (grupa dębicka)
Klasa okręgowa (grupa dębicka) – jedna z pięciu na terenie województwa podkarpackiego klas okręgowych, które od sezonu 2008/2009 są rozrywkami szóstego poziomu ligowego piłki nożnej mężczyzn w Polsce, stanowiące pośredni szczebel rozrywkowy między IV ligą a klasą A.
Zmagania w jej ramach toczą się cyklicznie systemem kołowym. Zwycięzcy grupy uzyskują awans do IV ligi polskiej grupy podkarpackiej, zaś najsłabsze zespoły relegowane są do klasy A, gr. Dębica i Rzeszów III.

## Mistrzowie ligi
| Sezon     | Mistrz                      | Wicemistrz                  | 3. miejsce                   | Źródło |
| --------- | --------------------------- | --------------------------- | ---------------------------- | ------ |
| 2024/2025 | Błękitni Ropczyce           | Lechia Sędziszów Małopolski | Radomyślanka Radomyśł Wielki | [ 1 ]  |
| 2023/2024 | Stal II Mielec              | Victoria Czermin            | LKS Żyraków                  | [ 2 ]  |
| 2022/2023 | Błękitni Ropczyce           | Victoria Czermin            | Radomyślanka Radomyśl Wielki | .      |
| 2021/2022 | Lechia Sędziszów Małopolski | Chemik Pustków              | Victoria Czermin             | [ 4 ]  |
| 2020/2021 | Czarni Trześń               | Czarnovia Czarna            | Victoria Czermin             | [ 5 ]  |
| 2019/2020 | Lechia Sędziszów Małopolski | Victoria Czermin            | Radomyślanka Radomyśl Wielki | [ 6 ]  |
| 2018/2019 | Stal II Mielec              | Victoria Czermin            | Lechia Sędziszów Małopolski  | [ 7 ]  |
| 2017/2018 | Sokół Kolbuszowa Dolna      | Lechia Sędziszów Małopolski | Victoria Czermin             | [ 8 ]  |
| 2016/2017 | Wisłoka Dębica              | Sokół Kolbuszowa Dolna      | Victoria czermin             | [ 9 ]  |
| 2015/2016 | Igloopol Dębica             | Sokół Kolbuszowa Dolna      | Lechia Sędziszów Małopolski  | [ 10 ] |
| 2014/2015 | Błękitni Ropczyce           | Victoria Czermin            | Sokół Kolbuszowa Dolna       | [ 11 ] |
| 2013/2014 | Wisłok Wiśniowa             | Igloopol Dębica             | Błękitni Ropczyce            | [ 12 ] |
| 2012/2013 | Wisłoka Dębica              | Igloopol Dębica             | Victoria Czermin             | [ 13 ] |
| 2011/2012 | Kolbuszowianka Kolbuszowa   | Błękitni Ropczyce           | Wisłok Wiśniowa              | [ 14 ] |
| 2010/2011 | Igloopol Dębica             | Błękitni Ropczyce           | Wisłok Wiśniowa              | [ 15 ] |
| 2009/2010 | Lechia Sędziszów Małopolski | Ikarus Tuszów Narodowy      | Chemik Pustków               | [ 16 ] |
| 2008/2009 | Dromader Chrząstów          | Wisłok Wiśniowa             | Ikarus Tuszów Narodowy       | [ 17 ] |
| 2007/2008 | Błękitni Ropczyce           | Dromader Chrząstów          | Wisłok Wiśniowa              | [ 18 ] |
| 2006/2007 | Zryw Dzikowiec              | Ikarus Tuszów Narodowy      | Sokół Kolbuszowa Dolna       | [ 19 ] |
| 2005/2006 | Lechia Sędziszów Małopolski | Ikarus Tuszów Narodowy      | KP Ropczyce                  | [ 20 ] |
| 2004/2005 | Kolbuszowianka Kolbuszowa   | Lechia Sędziszów Małopolski | Brzostowianka Brzostek       | [ 21 ] |

## Sezon 2025/2026
W tym sezonie według terminarza grają: Radomyślanka Radomyśl Wielki, Igloopol II Dębica, Chemik Pustków, Dromader Chrząstów, Brzostowianka Brzostek, Smoczanka Mielec, Kolbuszowianka Kolbuszowa, Piast Wadowice Górne, Victoria Czermin, Stal II Mielec, Dąbrówka Stara Jastrząbka, LKS Pustków, LKS Żyraków, Kamieniarz Golemki, Lechia Sędziszów Małopolski, Sokół II Kolbuszowa Dolna.

## Sezon 2024/2025
| Klasa okręgowa (grupa dębicka) – sezon 2024/2025 | Klasa okręgowa (grupa dębicka) – sezon 2024/2025 | Klasa okręgowa (grupa dębicka) – sezon 2024/2025 | Klasa okręgowa (grupa dębicka) – sezon 2024/2025 | Klasa okręgowa (grupa dębicka) – sezon 2024/2025 | Klasa okręgowa (grupa dębicka) – sezon 2024/2025 | Klasa okręgowa (grupa dębicka) – sezon 2024/2025 | Klasa okręgowa (grupa dębicka) – sezon 2024/2025 | Klasa okręgowa (grupa dębicka) – sezon 2024/2025 |
| Poz.                                             | Klub                                             | M                                                | Pkt                                              | Mecze                                            | Mecze                                            | Mecze                                            | Bramki                                           | Bramki                                           |
| Poz.                                             | Klub                                             | M                                                | Pkt                                              | zwy.                                             | rem.                                             | por.                                             | zdob.                                            | stra.                                            |
| ------------------------------------------------ | ------------------------------------------------ | ------------------------------------------------ | ------------------------------------------------ | ------------------------------------------------ | ------------------------------------------------ | ------------------------------------------------ | ------------------------------------------------ | ------------------------------------------------ |
| 1                                                | Błękitni Ropczyce                                | 30                                               | 84                                               | 27                                               | 3                                                | 0                                                | 135                                              | 16                                               |
| 2                                                | Lechia Sędziszów Małopolski                      | 30                                               | 73                                               | 23                                               | 4                                                | 3                                                | 94                                               | 27                                               |
| 3                                                | Radomyślanka Radomyśl Wielki                     | 30                                               | 63                                               | 19                                               | 6                                                | 5                                                | 89                                               | 48                                               |
| 4                                                | Dromader Chrząstów                               | 30                                               | 49                                               | 15                                               | 4                                                | 11                                               | 59                                               | 60                                               |
| 5                                                | LKS Żyraków                                      | 30                                               | 48                                               | 15                                               | 3                                                | 12                                               | 70                                               | 57                                               |
| 6                                                | Sokół II Kolbuszowa Dolna                        | 30                                               | 45                                               | 14                                               | 3                                                | 13                                               | 64                                               | 63                                               |
| 7                                                | Brzostowianka Brzostek                           | 30                                               | 42                                               | 13                                               | 3                                                | 14                                               | 62                                               | 91                                               |
| 8                                                | Igloopol II Dębica                               | 30                                               | 40                                               | 12                                               | 4                                                | 14                                               | 58                                               | 60                                               |
| 9                                                | LKS Pustków                                      | 30                                               | 40                                               | 12                                               | 4                                                | 14                                               | 60                                               | 69                                               |
| 10                                               | Victoria Czermin                                 | 30                                               | 39                                               | 12                                               | 3                                                | 15                                               | 55                                               | 68                                               |
| 11                                               | Kolbuszowianka Kolbuszowa                        | 30                                               | 37                                               | 10                                               | 7                                                | 13                                               | 66                                               | 67                                               |
| 12                                               | Kamieniarz Golemki                               | 30                                               | 37                                               | 11                                               | 4                                                | 15                                               | 46                                               | 70                                               |
| 13                                               | Kaskada Kamionka                                 | 30                                               | 34                                               | 9                                                | 7                                                | 14                                               | 42                                               | 58                                               |
| 14                                               | LKS Głowaczowa                                   | 30                                               | 24                                               | 7                                                | 3                                                | 20                                               | 50                                               | 79                                               |
| 15                                               | Atut Podborze                                    | 30                                               | 22                                               | 5                                                | 7                                                | 18                                               | 38                                               | 78                                               |
| 16                                               | Sokis Chorzelów                                  | 30                                               | 9                                                | 2                                                | 3                                                | 25                                               | 14                                               | 91                                               |
| Legenda:                                         |                                                  |                                                  |                                                  |                                                  |                                                  |                                                  |                                                  |                                                  |
| awans                                            |                                                  |                                                  |                                                  |                                                  |                                                  |                                                  |                                                  |                                                  |
| spadek                                           |                                                  |                                                  |                                                  |                                                  |                                                  |                                                  |                                                  |                                                  |

Uwaga: Sokis Chorzelów wycofał się z rozgrywek po rundzie jesiennej

## Sezon 2023/2024
| Klasa okręgowa (grupa dębicka) – sezon 2023/2024 | Klasa okręgowa (grupa dębicka) – sezon 2023/2024 | Klasa okręgowa (grupa dębicka) – sezon 2023/2024 | Klasa okręgowa (grupa dębicka) – sezon 2023/2024 | Klasa okręgowa (grupa dębicka) – sezon 2023/2024 | Klasa okręgowa (grupa dębicka) – sezon 2023/2024 | Klasa okręgowa (grupa dębicka) – sezon 2023/2024 | Klasa okręgowa (grupa dębicka) – sezon 2023/2024 | Klasa okręgowa (grupa dębicka) – sezon 2023/2024 |
| Poz.                                             | Klub                                             | M                                                | Pkt                                              | Mecze                                            | Mecze                                            | Mecze                                            | Bramki                                           | Bramki                                           |
| Poz.                                             | Klub                                             | M                                                | Pkt                                              | zwy.                                             | rem.                                             | por.                                             | zdob.                                            | stra.                                            |
| ------------------------------------------------ | ------------------------------------------------ | ------------------------------------------------ | ------------------------------------------------ | ------------------------------------------------ | ------------------------------------------------ | ------------------------------------------------ | ------------------------------------------------ | ------------------------------------------------ |
| 1                                                | Stal II Mielec                                   | 30                                               | 70                                               | 21                                               | 7                                                | 2                                                | 86                                               | 22                                               |
| 2                                                | Victoria Czermin                                 | 30                                               | 66                                               | 20                                               | 6                                                | 4                                                | 78                                               | 30                                               |
| 3                                                | LKS Żyraków                                      | 30                                               | 54                                               | 17                                               | 3                                                | 10                                               | 75                                               | 63                                               |
| 4                                                | LKS Pustków                                      | 30                                               | 49                                               | 15                                               | 4                                                | 11                                               | 81                                               | 68                                               |
| 5                                                | Kaskada Kamionka                                 | 30                                               | 48                                               | 13                                               | 9                                                | 8                                                | 66                                               | 49                                               |
| 6                                                | Dromader Chrząstków                              | 30                                               | 47                                               | 13                                               | 8                                                | 9                                                | 65                                               | 50                                               |
| 7                                                | LKS Głowaczowa                                   | 30                                               | 46                                               | 14                                               | 4                                                | 12                                               | 71                                               | 62                                               |
| 8                                                | Kamieniarz Golemki                               | 30                                               | 46                                               | 15                                               | 1                                                | 14                                               | 71                                               | 62                                               |
| 9                                                | Kolbuszowianka Kolbuszowa                        | 30                                               | 46                                               | 14                                               | 4                                                | 12                                               | 55                                               | 59                                               |
| 10                                               | Radomyślanka Radomyśl Wielki                     | 30                                               | 45                                               | 13                                               | 6                                                | 11                                               | 66                                               | 51                                               |
| 11                                               | Sokół II Kolbuszowa Dolna                        | 30                                               | 45                                               | 13                                               | 6                                                | 11                                               | 82                                               | 65                                               |
| 12                                               | Smoczanka Mielec                                 | 30                                               | 36                                               | 9                                                | 9                                                | 12                                               | 45                                               | 65                                               |
| 13                                               | Chemik Pustków                                   | 30                                               | 30                                               | 8                                                | 6                                                | 16                                               | 49                                               | 63                                               |
| 14                                               | Piast Wolica Piaskowa                            | 30                                               | 24                                               | 7                                                | 3                                                | 20                                               | 46                                               | 85                                               |
| 15                                               | Czarnovia Czarna                                 | 30                                               | 14                                               | 3                                                | 5                                                | 22                                               | 25                                               | 100                                              |
| 16                                               | Czarni Trześń                                    | 30                                               | 11                                               | 2                                                | 5                                                | 23                                               | 36                                               | 103                                              |
| Legenda:                                         |                                                  |                                                  |                                                  |                                                  |                                                  |                                                  |                                                  |                                                  |
| awans                                            |                                                  |                                                  |                                                  |                                                  |                                                  |                                                  |                                                  |                                                  |
| spadek                                           |                                                  |                                                  |                                                  |                                                  |                                                  |                                                  |                                                  |                                                  |

## Sezon 2022/2023
| Klasa okręgowa (grupa dębicka) – sezon 2022/2023                       | Klasa okręgowa (grupa dębicka) – sezon 2022/2023 | Klasa okręgowa (grupa dębicka) – sezon 2022/2023 | Klasa okręgowa (grupa dębicka) – sezon 2022/2023 | Klasa okręgowa (grupa dębicka) – sezon 2022/2023 | Klasa okręgowa (grupa dębicka) – sezon 2022/2023 | Klasa okręgowa (grupa dębicka) – sezon 2022/2023 | Klasa okręgowa (grupa dębicka) – sezon 2022/2023 | Klasa okręgowa (grupa dębicka) – sezon 2022/2023 |
| Poz.                                                                   | Klub                                             | M                                                | Pkt                                              | Mecze                                            | Mecze                                            | Mecze                                            | Bramki                                           | Bramki                                           |
| Poz.                                                                   | Klub                                             | M                                                | Pkt                                              | zwy.                                             | rem.                                             | por.                                             | zdob.                                            | stra.                                            |
| ---------------------------------------------------------------------- | ------------------------------------------------ | ------------------------------------------------ | ------------------------------------------------ | ------------------------------------------------ | ------------------------------------------------ | ------------------------------------------------ | ------------------------------------------------ | ------------------------------------------------ |
| 1                                                                      | Błękitni Ropczyce                                | 30                                               | 75                                               | 24                                               | 3                                                | 3                                                | 134                                              | 43                                               |
| 2                                                                      | Victoria Czermin                                 | 30                                               | 68                                               | 21                                               | 5                                                | 4                                                | 95                                               | 34                                               |
| 3                                                                      | Radomyślanka Radomyśl Wielki                     | 30                                               | 59                                               | 18                                               | 5                                                | 7                                                | 73                                               | 41                                               |
| 4                                                                      | Sokół II Kolbuszowa Dolna                        | 30                                               | 51                                               | 16                                               | 3                                                | 11                                               | 83                                               | 70                                               |
| 5                                                                      | Chemik Pustków                                   | 30                                               | 48                                               | 14                                               | 6                                                | 10                                               | 67                                               | 52                                               |
| 6                                                                      | Piast Wolica Piaskowa                            | 30                                               | 44                                               | 14                                               | 2                                                | 14                                               | 65                                               | 70                                               |
| 7                                                                      | Kamieniarz Golemki                               | 30                                               | 42                                               | 13                                               | 3                                                | 14                                               | 71                                               | 71                                               |
| 8                                                                      | LKS Żyraków                                      | 30                                               | 41                                               | 12                                               | 5                                                | 13                                               | 58                                               | 55                                               |
| 9                                                                      | Czarnovia Czarna                                 | 30                                               | 41                                               | 12                                               | 5                                                | 13                                               | 59                                               | 71                                               |
| 10                                                                     | Smoczanka Mielec                                 | 30                                               | 38                                               | 11                                               | 5                                                | 14                                               | 51                                               | 57                                               |
| 11                                                                     | LKS Pustków                                      | 30                                               | 38                                               | 12                                               | 2                                                | 16                                               | 59                                               | 63                                               |
| 12                                                                     | Czarni Trześń                                    | 30                                               | 37                                               | 10                                               | 7                                                | 13                                               | 57                                               | 62                                               |
| 13                                                                     | Sokis Chorzelów                                  | 30                                               | 35                                               | 10                                               | 5                                                | 15                                               | 42                                               | 61                                               |
| 14                                                                     | Błękitni Siedlanka                               | 30                                               | 27                                               | 8                                                | 3                                                | 19                                               | 62                                               | 109                                              |
| 15                                                                     | Ostrovia Ostrowy Baranowskie                     | 30                                               | 20                                               | 5                                                | 5                                                | 20                                               | 35                                               | 108                                              |
| 16                                                                     | Wisłoka II Dębica                                | 30                                               | 23                                               | 7                                                | 2                                                | 21                                               | 24                                               | 68                                               |
| Uwaga: Wisłoka II Dębica wycofała się z rozgrywek po rundzie jesiennej |                                                  |                                                  |                                                  |                                                  |                                                  |                                                  |                                                  |                                                  |
| Legenda:                                                               |                                                  |                                                  |                                                  |                                                  |                                                  |                                                  |                                                  |                                                  |
| awans                                                                  |                                                  |                                                  |                                                  |                                                  |                                                  |                                                  |                                                  |                                                  |
| spadek                                                                 |                                                  |                                                  |                                                  |                                                  |                                                  |                                                  |                                                  |                                                  |

## Sezon 2021/2022
| Klasa okręgowa (grupa dębicka) – sezon 2021/2022 | Klasa okręgowa (grupa dębicka) – sezon 2021/2022 | Klasa okręgowa (grupa dębicka) – sezon 2021/2022 | Klasa okręgowa (grupa dębicka) – sezon 2021/2022 | Klasa okręgowa (grupa dębicka) – sezon 2021/2022 | Klasa okręgowa (grupa dębicka) – sezon 2021/2022 | Klasa okręgowa (grupa dębicka) – sezon 2021/2022 | Klasa okręgowa (grupa dębicka) – sezon 2021/2022 | Klasa okręgowa (grupa dębicka) – sezon 2021/2022 |
| Poz.                                             | Klub                                             | M                                                | Pkt                                              | Mecze                                            | Mecze                                            | Mecze                                            | Bramki                                           | Bramki                                           |
| Poz.                                             | Klub                                             | M                                                | Pkt                                              | zwy.                                             | rem.                                             | por.                                             | zdob.                                            | stra.                                            |
| ------------------------------------------------ | ------------------------------------------------ | ------------------------------------------------ | ------------------------------------------------ | ------------------------------------------------ | ------------------------------------------------ | ------------------------------------------------ | ------------------------------------------------ | ------------------------------------------------ |
| 1                                                | Lechia Sędziszów Małopolski                      | 36                                               | 77                                               | 22                                               | 11                                               | 3                                                | 110                                              | 32                                               |
| 2                                                | Chemik Pustków                                   | 36                                               | 71                                               | 22                                               | 5                                                | 9                                                | 102                                              | 50                                               |
| 3                                                | Victoria Czermin                                 | 36                                               | 68                                               | 20                                               | 8                                                | 8                                                | 105                                              | 59                                               |
| 4                                                | Radomyślanka Radomyśl Wielki                     | 36                                               | 67                                               | 21                                               | 4                                                | 11                                               | 94                                               | 58                                               |
| 5                                                | Sokół II Kolbuszowa Dolna                        | 36                                               | 65                                               | 20                                               | 5                                                | 11                                               | 118                                              | 74                                               |
| 6                                                | Wisłoka II Dębica                                | 36                                               | 61                                               | 20                                               | 1                                                | 15                                               | 69                                               | 60                                               |
| 7                                                | Kamieniarz Golemki                               | 36                                               | 59                                               | 17                                               | 8                                                | 11                                               | 74                                               | 55                                               |
| 8                                                | Piast Wolica Piaskowa                            | 36                                               | 58                                               | 18                                               | 4                                                | 14                                               | 92                                               | 69                                               |
| 9                                                | Czarnovia Czarna                                 | 36                                               | 57                                               | 15                                               | 12                                               | 9                                                | 77                                               | 57                                               |
| 10                                               | Smoczanka Mielec                                 | 36                                               | 57                                               | 18                                               | 3                                                | 15                                               | 86                                               | 69                                               |
| 11                                               | Sokis Chorzelów                                  | 36                                               | 56                                               | 17                                               | 5                                                | 14                                               | 71                                               | 60                                               |
| 12                                               | Atut Podborze                                    | 36                                               | 52                                               | 16                                               | 4                                                | 16                                               | 64                                               | 58                                               |
| 13                                               | LKS Głowaczowa                                   | 36                                               | 51                                               | 15                                               | 6                                                | 15                                               | 85                                               | 77                                               |
| 14                                               | Kolorado Wólka Chorzelowska                      | 36                                               | 44                                               | 13                                               | 5                                                | 18                                               | 71                                               | 89                                               |
| 15                                               | Pogórze Wielopole Skrzyńskie                     | 36                                               | 35                                               | 9                                                | 8                                                | 19                                               | 81                                               | 101                                              |
| 16                                               | Kolbuszowianka Kolbuszowa                        | 36                                               | 34                                               | 10                                               | 4                                                | 22                                               | 65                                               | 128                                              |
| 17                                               | Korona Majdan Królewski                          | 36                                               | 31                                               | 8                                                | 7                                                | 21                                               | 56                                               | 104                                              |
| 18                                               | Płomień Zagorzyce                                | 36                                               | 18                                               | 5                                                | 3                                                | 28                                               | 57                                               | 164                                              |
| 19                                               | Team Przecław                                    | 36                                               | 12                                               | 3                                                | 3                                                | 30                                               | 46                                               | 159                                              |
| Legenda:                                         |                                                  |                                                  |                                                  |                                                  |                                                  |                                                  |                                                  |                                                  |
| awans                                            |                                                  |                                                  |                                                  |                                                  |                                                  |                                                  |                                                  |                                                  |
| spadek                                           |                                                  |                                                  |                                                  |                                                  |                                                  |                                                  |                                                  |                                                  |